# Панонска Хърватия
Панонска Хърватия (на хърватски: Panonska Hrvatska) е държава на западните Балкани, съществувала през VIII-X век.
Тя възниква в края на VIII век с разпадането на Аварския каганат. Сведенията от ранния период са ограничени, като първият известен владетел е Войномир. В различни периоди княжеството е васално на Франкската. През 925 година, обединено с Приморска Хърватия, то става основа на Хърватското кралство.